# Anaceratagallia austriaca
Anaceratagallia austriaca är en insektsart som beskrevs av Wagner 1955. Anaceratagallia austriaca ingår i släktet Anaceratagallia och familjen dvärgstritar. Inga underarter finns listade i Catalogue of Life.